# Metylovice
Metylovice (německy Mettilowitz, v období Protektorátu Quittendorf) jsou obec v okrese Frýdek-Místek v Moravskoslezském kraji. Leží v údolí Metylovické pahorkatiny a na severovýchodním úbočí masivu Ondřejníku. Žije zde přibližně 1 800 obyvatel.

## Název
Jméno vsi bylo odvozeno od osobního jména Metyl nebo Metýl, totožné s obecným metyl/metýl, což byla varianta běžnějšího motýl. Význam místního jména byl „Metylovi lidé“. Nejstarší písemný doklad z roku 1299 má podobu Mohtil, které ukazuje na Motýl, podoba Motylovice je doložena ze 16. století, v 19. století se objevovala i podoba Metelovice.
Název obce vzbudil pozornost během metanolové aféry v roce 2012.

## Historie

### Hukvaldské panství (1299–1848)
První usedlíci se na území obce začali se svolením olomouckého biskupa Bruna ze Schauenburku usazovat po roce 1267. Roku 1299 zde již obec existovala, což je doloženo písemnou zmínkou (Mohtil). Ves byla budována na vymýcených plochách po obou stranách potoka Metylovky a spadala zprvu pod kroměřížskou kapitulu, po několika desetiletích však ves roku 1359 přešla pod přímou správu olomouckého biskupa Jana Očka z Vlašimi.

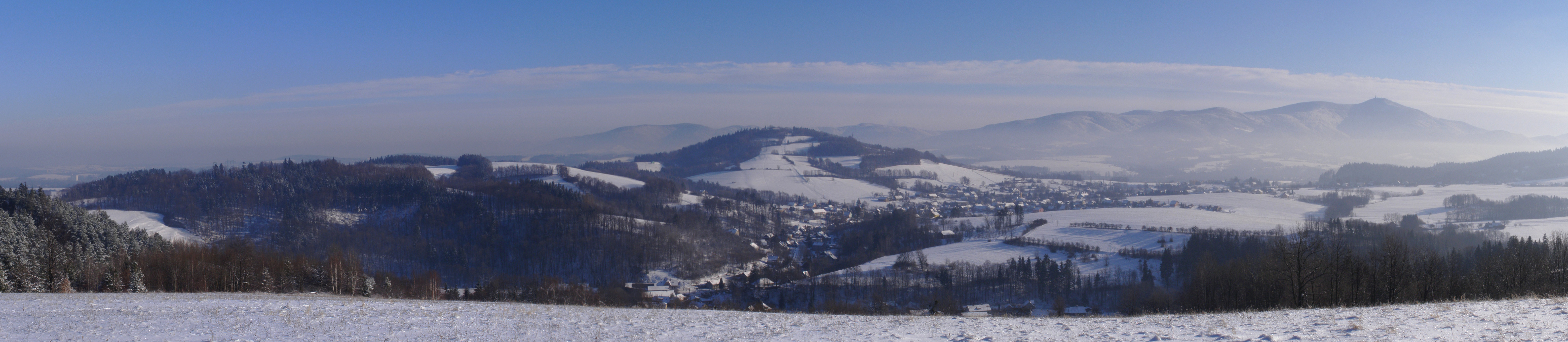
Panorama Metylovic z vrcholu Na Magoni: vlevo Metylovská hůrka, vpravo v pozadí Lysá hora

Když se vlády v markrabství moravském ujal Jošt Lucemburský, začalo na Moravě období neklidu. Vznikaly také bojové družiny, které se živily drancováním. Počátkem 80. let 14. století došlo i k vydrancování a několikaletému opuštění Metylovic. Finanční potíže olomouckého biskupa Jana XI. Mráze jej nakonec vedly k tomu, že hukvaldské panství zastavil braniborskému markraběti a uherskému králi Zikmundu Lucemburskému. Po vypuknutí husitské revoluce potřeboval Zikmund, nyní již i český král, finance na křížovou výpravu proti husitům, a tak Hukvaldy zastavil těšínskému knížeti Boleslavovi II. Těšínskému, avšak již roku 1428 byly Hukvaldy v držení husitů – jeden z nich, Jan Čapek ze Sán, pak nově ustavil práva a povinnosti metylovského fojta.
Roku 1465 se Hukvaldy koupí Jiřím z Poděbrad staly opět zeměpanským majetkem, avšak vzápětí panství vykoupil ze zástavy olomoucký biskup. Hukvaldské panství bylo ještě jednou mezi léty 1491–1507 zastaveno, avšak po roce 1507 bylo až do roku 1918 trvale v držení olomouckých biskupů, kteří zvyšovali své vrchnostenské nároky, až si nakonec hukvaldští poddaní včetně obyvatel Metylovic povstáním v letech 1598–1599 vynutili zmírnění svých poddanských povinností.
Brzy se však životní podmínky měly opět zhoršit – třicetiletá válka, přechody vojsk, valašské povstání či epidemie nejen zpomalily stavbu metylovského kostela, který se stavěl už roku 1577, ale vysvěcen byl až roku 1653, ale znamenaly především zvyšování poddanských povinností, a to i po skončení války, což vedlo i k několika povstáním obyvatel Metylovic a okolních obcí (1642, 1653, 1695) a rozšíření zbojnictví (v Metylovicích se objevovala Jánošíkova a Ondrášova družina).

### Období vlastní samosprávy (od 1848)

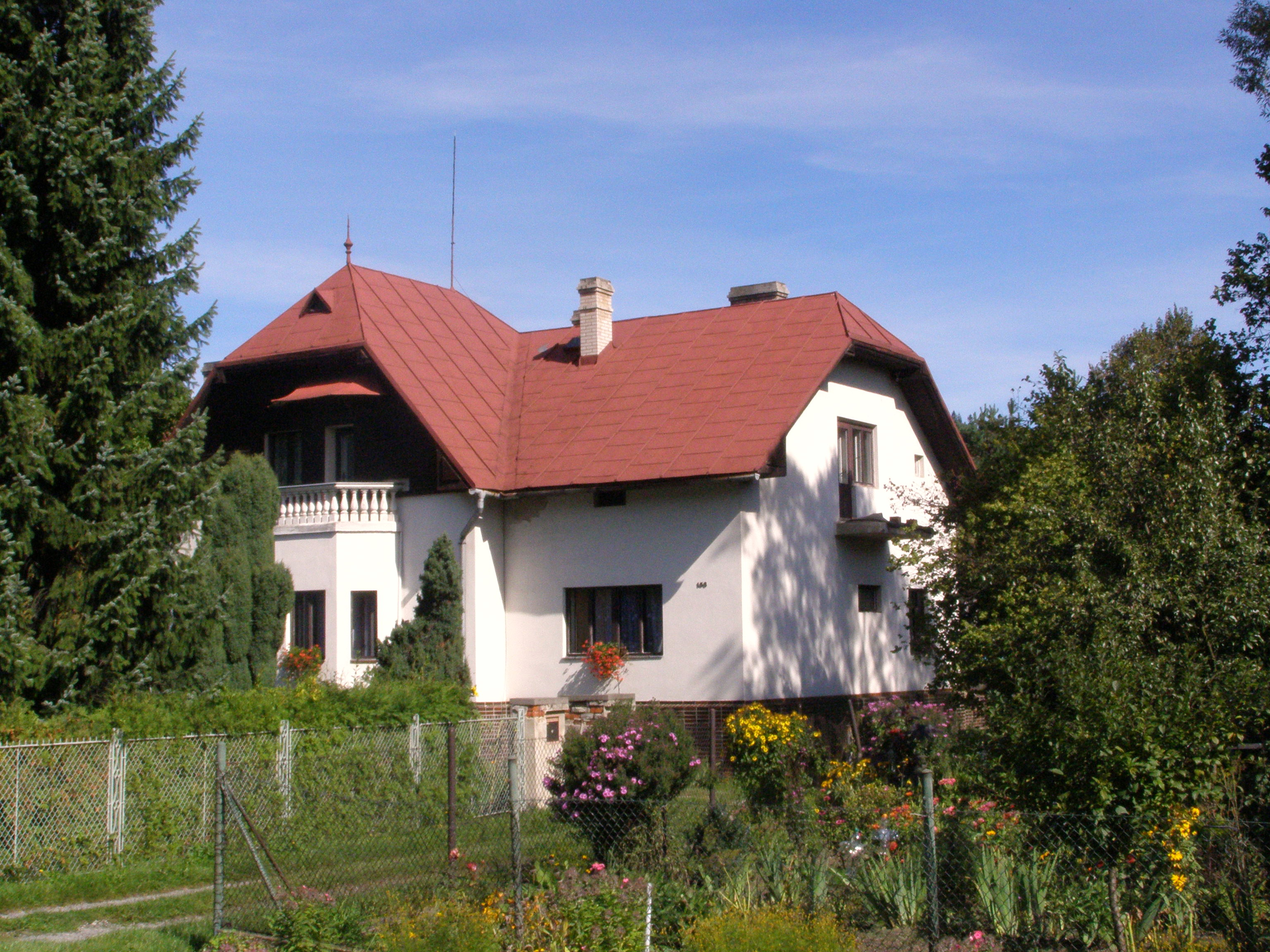
Vila řemenářské rodiny Bílků

Roku 1848 bylo poddanství zrušeno, čímž zanikl institut hukvaldského panství a metylovské fojta a vznikla samosprávní obecní rada, která byla po roce 1867 volena. Na přelomu 19. a 20. století se pozvolna začaly objevovat ve větší míře vedle dřevěných budov i budovy zděné, ve druhém a třetím desetiletí pak probíhala elektrifikace obce a dosud rozblácené a prašné silnice byly zpevňovány šterkem a térováním či byly budovány cesty zcela nové (zejména silnice spojující lokality Svatá Anna a Vrchovina).
Již od poloviny 17. století se v Metylovicích provozovalo řemenářství a bičařství, období rozmachu kožedělného řemesla však začal v polovině 19. století, kdy se vesnice začala měnit ze zemědělské na řemeslnicko-zemědělskou. Produkty řemenářů nacházely odbytiště po celé Evropě, takže se majitelé řemenářských živností rychle začali vydělovat od ostatních vesničanů a mohli si dovolit stavět si pro sebe vily. Metylovice začaly být přezdívány „Koňské nebe“, což však nebylo míněno jako uznání, nýbrž jako narážka na praxi, kdy byla do vesnice přiháněna z území dnešního Polska, Slovenska a Maďarska celá stáda starých koní a za vesnicí kvůli kůži pobíjena. Kožedělné řemeslo se v Metylovicích rozvíjelo až do roku 1949, kdy je zlikvidovali komunisté.

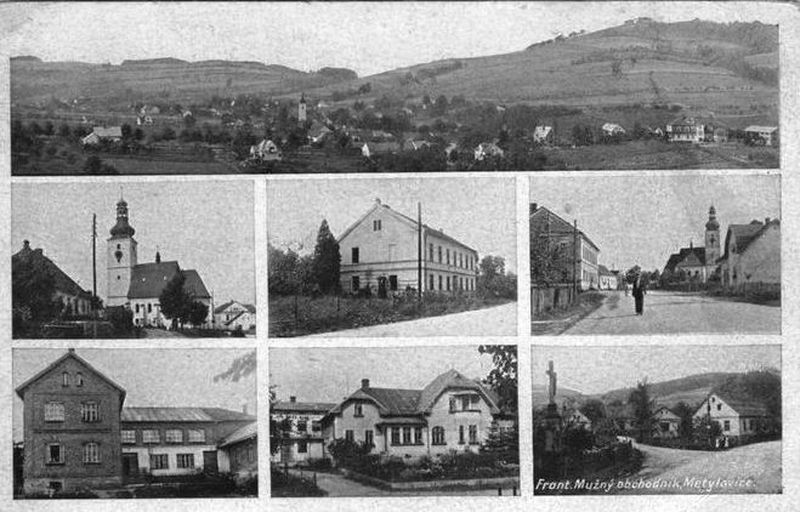
Metylovice roku 1935

V první polovině 20. století zasáhly do života Metylovic dvě světové války. První světová válka sice nebývale zvětšila možnosti odbytu řemenářských produktů, což však jen stěží mohlo vyvážit válečné oběti z řad obyvatel Metylovic. Navíc zdaleka ne každý z konjunktury řemesla profitoval. Své oběti si vyžádala i druhá světová válka a nacistická perzekuce.
Brzy po zničení řemenářského řemesla v Metylovicích, začali komunisté nutit místní zemědělce ke vstupu do JZD – roku 1955 začalo „přemlouvání“, následujícího roku se započalo s výstavbou kravína a drůbežárny a bylo vzhledem ke kopcovitému a méně úrodné půdě rozhodnuto, že téměř veškerá zemědělská půda bude využívána k pastevectví.

## Obyvatelstvo
| Základní údaje | Základní údaje | Základní údaje | Základní údaje | Národnost | Národnost | Národnost | Národnost | Národnost | Národnost | Vyznání   | Vyznání | Vyznání | Vyznání     | Vyznání | Vyznání   |
| Rok            | Plocha [ha]    | Počet domů     | Počet obyvatel | česká     | německá   | polská    | židovská  | jiná      | cizinci   | řím. kat. | evang.  | čsl.    | izraelitské | jiné    | bez vyzn. |
| -------------- | -------------- | -------------- | -------------- | --------- | --------- | --------- | --------- | --------- | --------- | --------- | ------- | ------- | ----------- | ------- | --------- |
| 1849           |                |                |                | 0         | 0         | 0         | 0         | 0         | 0         | 1 344     | 0       | 0       | 0           | 0       | 0         |
| 1890           | 1 117          | 221            | 1 350          | 1 350     | 0         | 0         | 0         | 0         | 0         | 1 339     | 1       | 0       | 10          | 0       | 0         |
| 1930           | 1 118          | 275            | 1 644          | 1 621     | 1         | 0         | 0         | 1         | 21        | 1 575     | 17      | 13      | 0           | 6       | 33        |

| Rok            | 1869  | 1880  | 1890  | 1900  | 1910  | 1921  | 1930  | 1950  | 1961  | 1970  | 1980  | 1991  | 2001  | 2011  | 2021  |
| -------------- | ----- | ----- | ----- | ----- | ----- | ----- | ----- | ----- | ----- | ----- | ----- | ----- | ----- | ----- | ----- |
| Počet obyvatel | 1 279 | 1 398 | 1 350 | 1 410 | 1 612 | 1 515 | 1 644 | 1 647 | 1 701 | 1 569 | 1 549 | 1 448 | 1 491 | 1 491 | 1 705 |
| Počet domů     | 195   | 221   | 221   | 227   | 232   | 239   | 275   | 372   | 386   | 402   | 411   | 465   | 511   | 575   | 626   |

Věková struktura obyvatel obce Metylovice roku 2011
Rodinný stav obyvatel obce Metylovice roku 2011
Vzdělání obyvatel obce Metylovice roku 2011

## Obecní správa
Mezi lety 1869–1979 Metylovice byly obcí v okrese Místek (1869–1950) a později v okrese Frýdek-Místek. Od 1. ledna 1980 do 30. června 1990 patřily jako část města k Frýdlantu nad Ostravicí a od 1. července 1990 jsou opět samostatnou obcí.

### Obecní symboly
Znak a vlajka byly obci uděleny rozhodnutím předsedy Poslanecké sněmovny Parlamentu České republiky dne 4. června 1998.
Stříbrný kráčející kůň symbolizuje „koňské nebe“, a připomíná tak stejně jako zlatý bič dobu největšího rozvoje kožařského řemesla v obci. Modré pozadí představuje nebe a stříbrná mříž na červeném poli dávného patrona obce svatého Vavřince.

## Významné stavby a místa

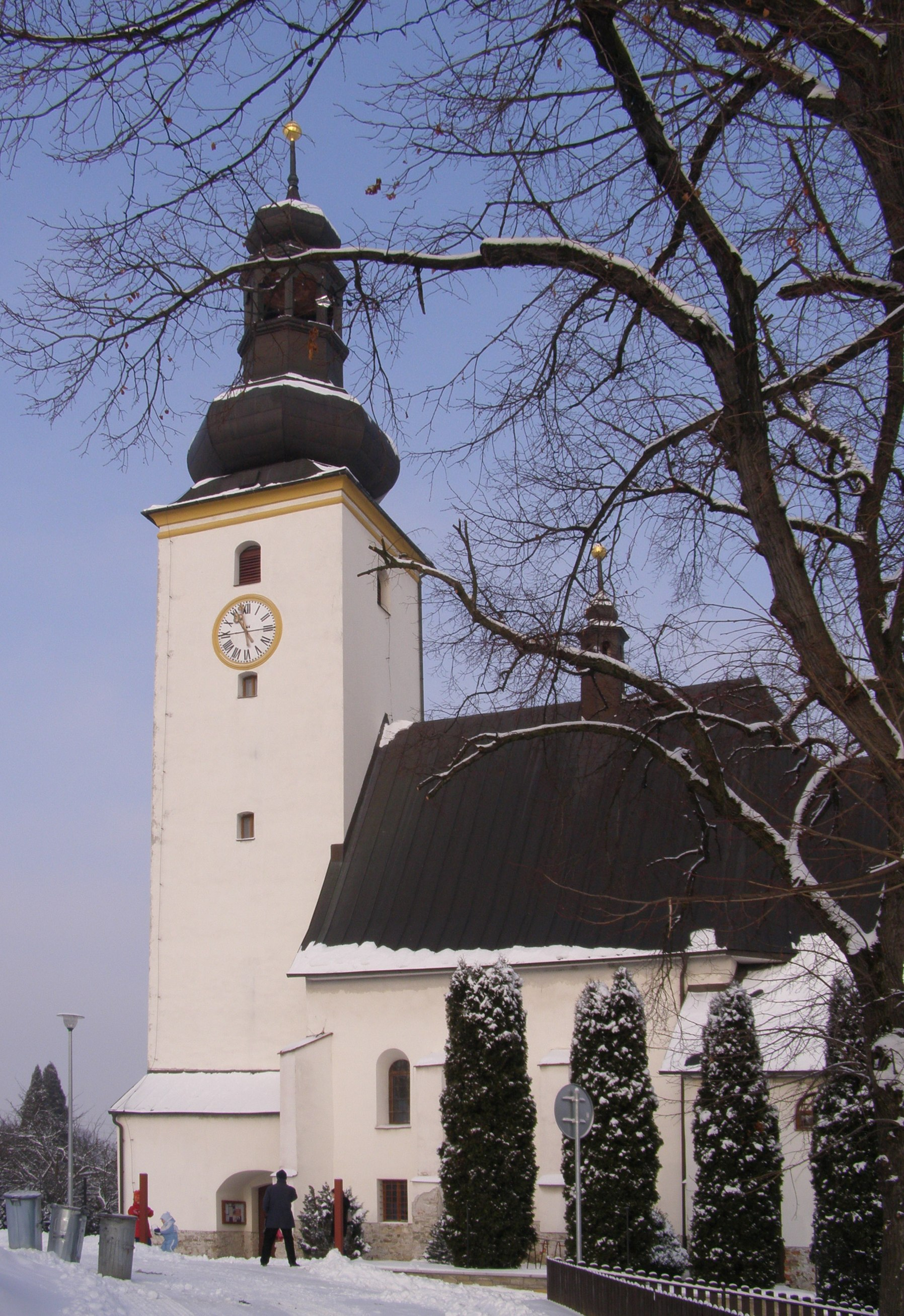
Kostel Všech svatých

Kostel Všech svatých začal být stavěn roku 1577 v pozdně gotickém slohu s barokní výzdobou interiéru, vysvěcen však byl až 10. listopadu 1653. Roku 1745 byla na severní straně kostela vybudována jako přístavba kaple svaté Barbory. Vlastního faráře, pro kterého byla vybudována fara, však Metylovice získaly až roku 1786 (byl jím opat zrušeného velehradského kláštera). Mezi významné faráře patřil Zdislav Škrabal a Antonín Bernáček. Okolo kostela se nacházel hřbitov, v průběhu 19. století se však začalo pohřbívat na nedalekém pozemku, kde se dodnes dochoval původní hřbitovní kříž. Od roku 1963 se pak pohřbívá na v pořadí třetím hřbitově.
První škola byla v Metylovicích vybudována po roce 1785, roku 1806 přesunuta do novější budovy, současná škola však pochází až z roku 1877. Roku 2013 nicméně začala stavba nové školní budovy, která byla slavnostně otevřena v srpnu 2014. Naproti školy se nachází hasičská zbrojnice, která byla vybudována roku 1953 na místě dřívější dřevěné zbrojnice z roku 1886. Blízká sokolovna vznikla přestavbou bývalé kožařské dílny roku 1923.
Od roku 2010 se v Metylovicích v prostorách bývalé řemenářské dílny nachází Muzeum Metylovice se stálou expozicí „Kožané město“, dokumentující historii řemenářství v obci.

### Léčebna
Odborný léčebný ústav Metylovice, Moravskoslezské sanatorium je příspěvkovou organizací zřízenou Moravskoslezským krajem. Léčí se zde 
nemoci dýchací soustavy, nemoci pohybového ústrojí, obezita, nadváha a neurologická onemocnění.

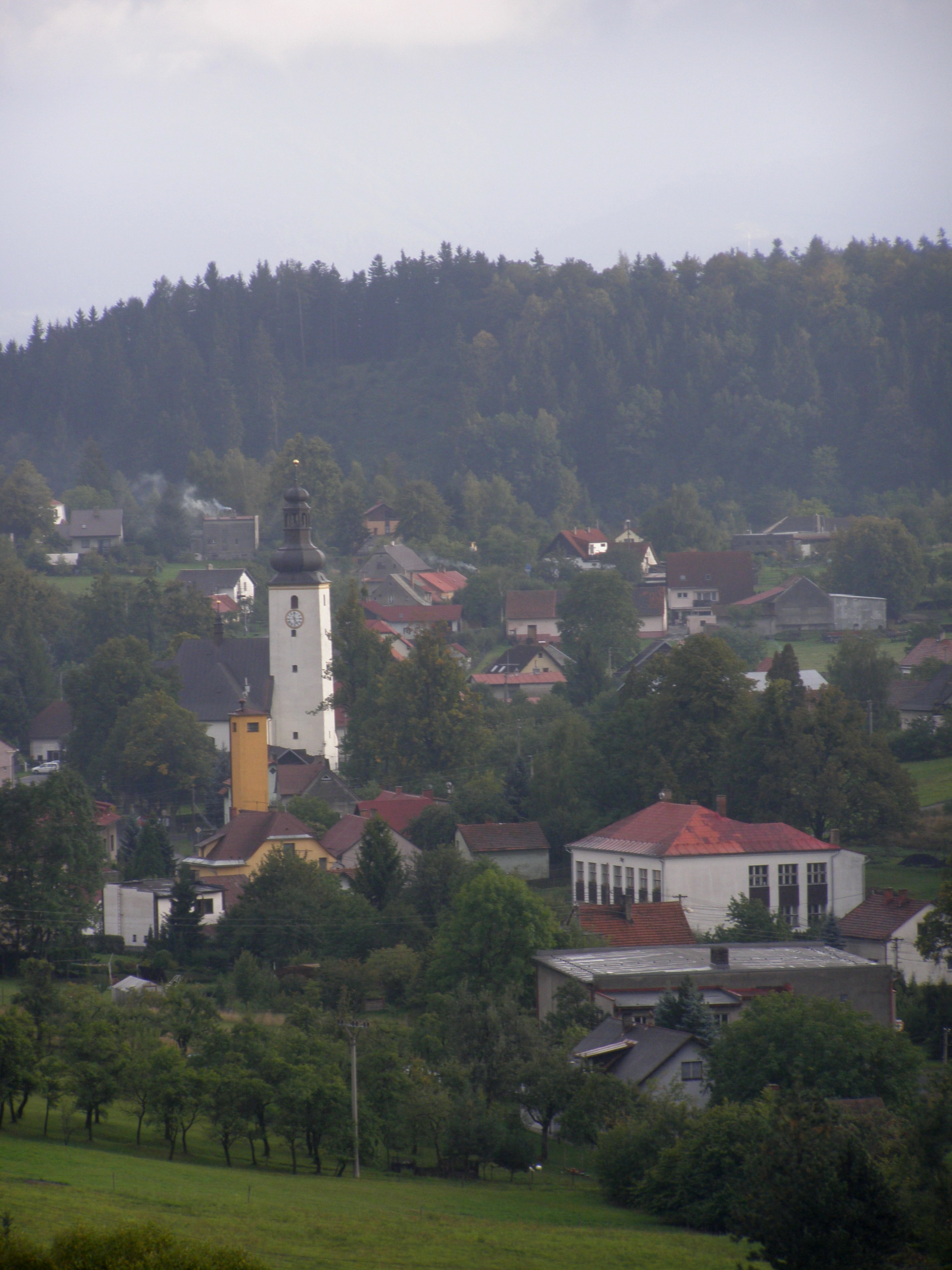
Centrum obce
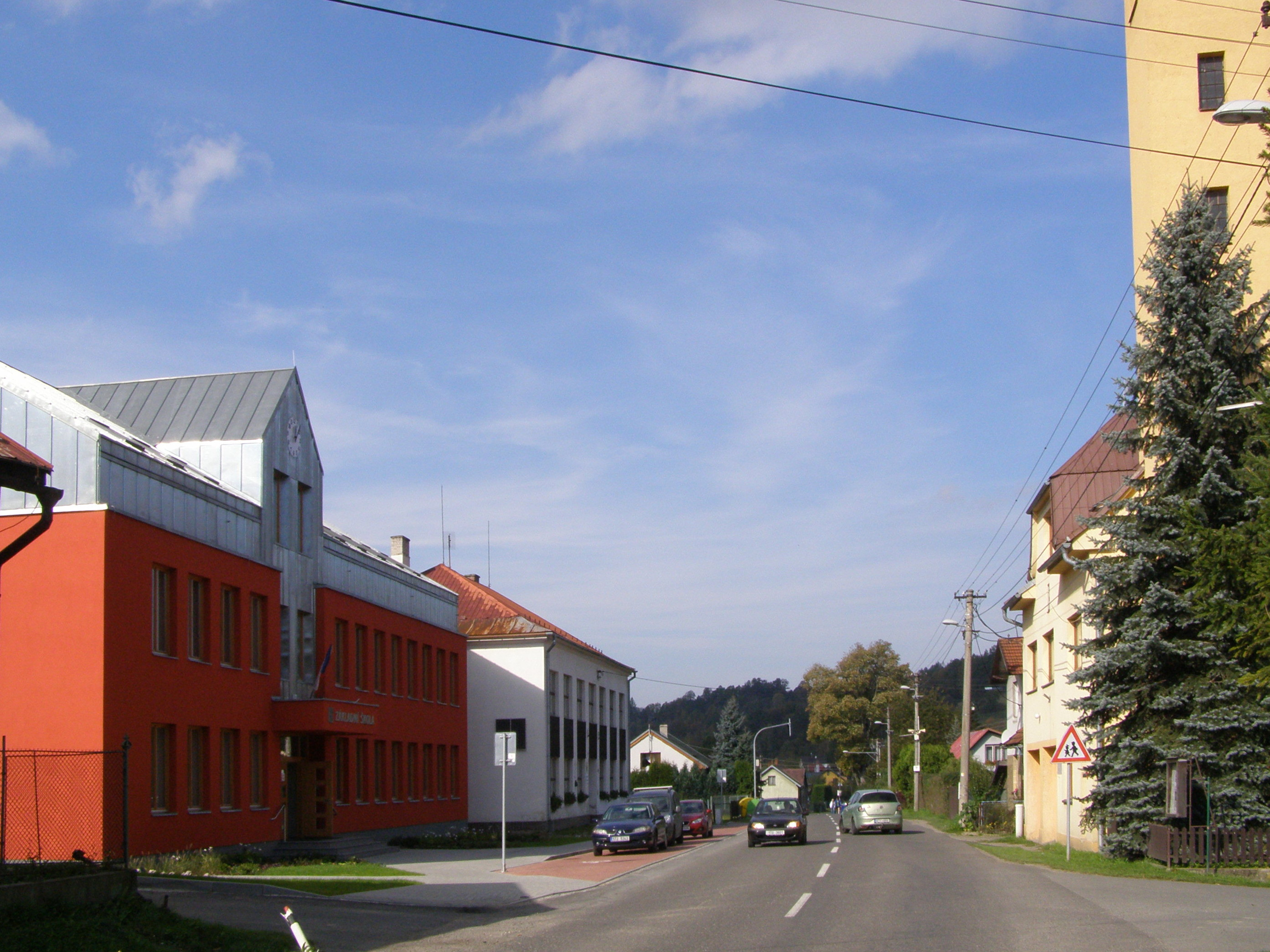
Základní škola, nová a stará budova (před zbouráním)
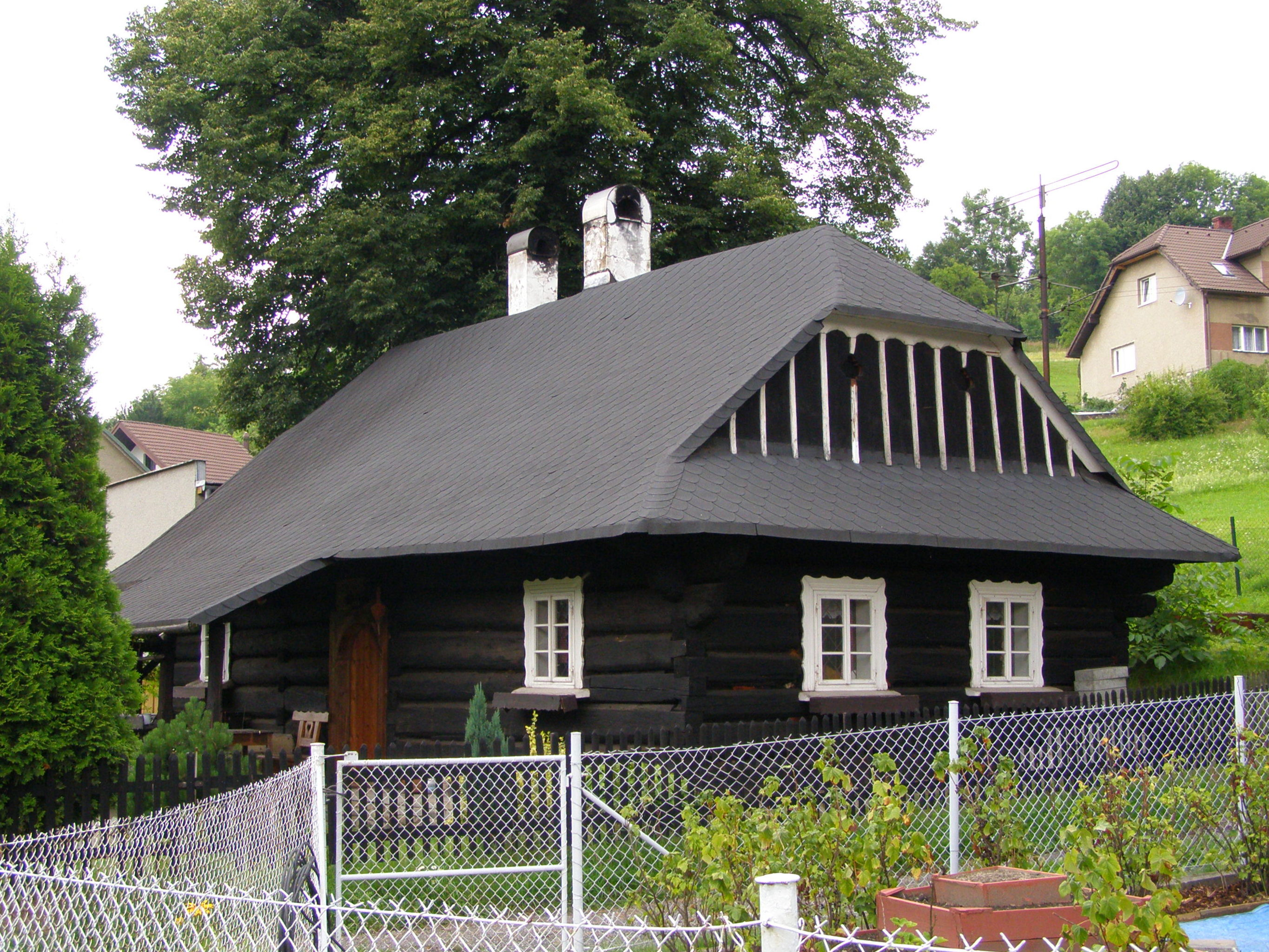
Jeden z nemála původních dřevěných domků
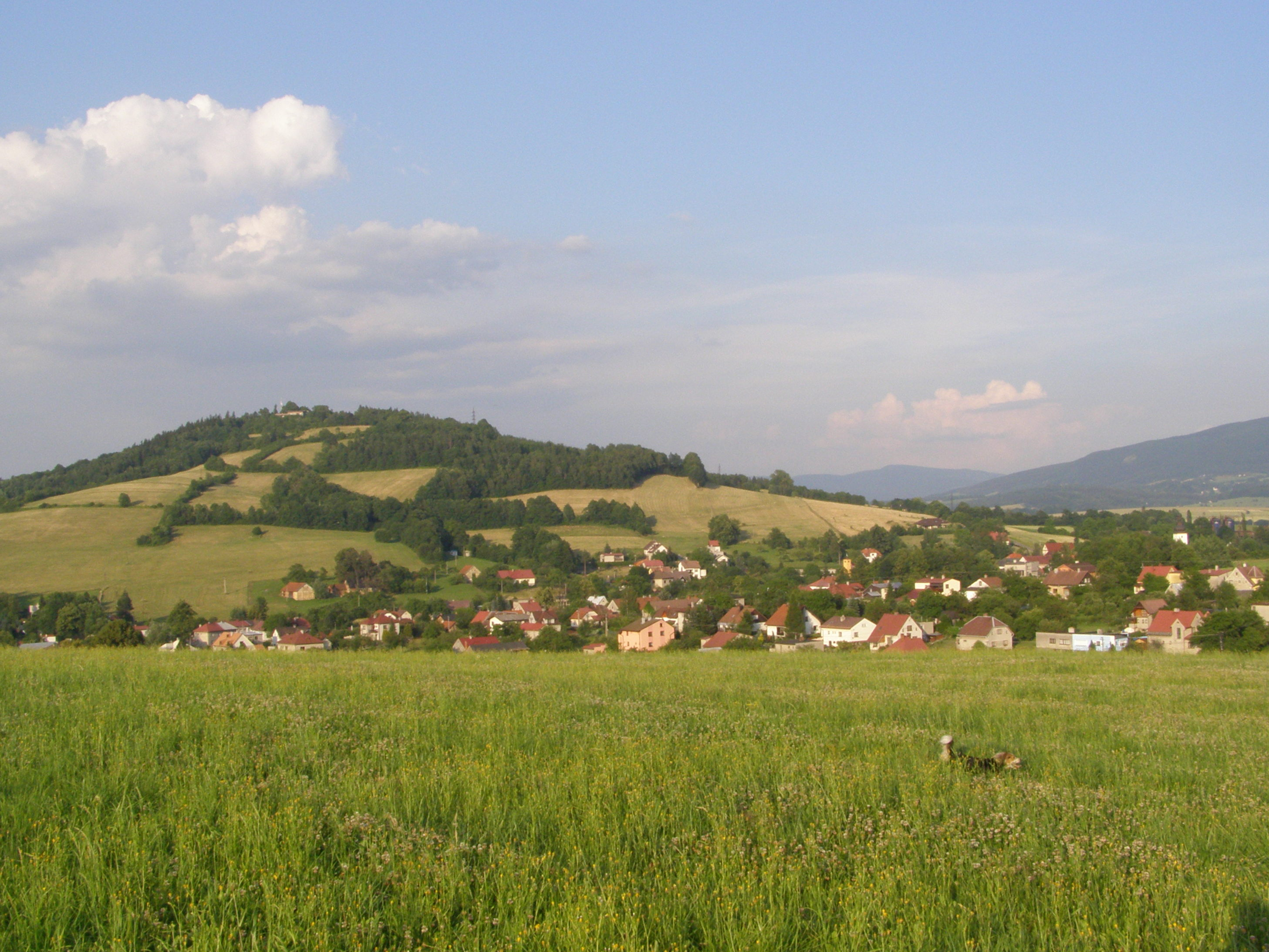
Čupek (Metylovická hůrka)

## Osobnosti
- Ambrož Bílek (1916–1944), československý důstojník padlý ve druhé světové válce